# Capela de Santana
Capela de Santana é um município brasileiro do estado do Rio Grande do Sul.

## História
Apesar do município ter se emancipado de São Sebastião do Caí em 1987, seu povoamento deu início entre 1738 e 1745, sendo que nesta época era um dos poucos locais povoados entre os rios Sinos e Caí—por isso seu primeiro nome denominou-se "Ilha do Rio dos Sinos".

## Geografia
Localiza-se na Região Metropolitana de Porto Alegre, a 29º42'00" de latitude sul e 51º19'29" de longitude oeste, e a uma altitude de 69 metros.
Sua população em 2007 era de 10.950 habitantes, o que leva a uma densidade demográfica de 64,8 hab/km².
É um município que conta com as águas do rio Caí.

## Turismo

### Principais eventos
- Festa em honra a Santa Ana, na última semana de julho de cada ano.
- Feira do Peixe e do Artesanato, na Semana Santa.
- Semana do Município, na primeira semana de dezembro.
- Gincana Municipal, em dezembro.
- Rodeio Municipal, no segundo final de semana de dezembro.

### Pontos turísticos
- Barragem Barão do Rio Branco (a primeira da América Latina).
- Igreja Matriz de Santa Ana.
- Capela Santa Cruz.
- Igreja da Cruz, da Igreja Evangélica de Confissão Luterana no Brasil.

## Prefeitos
- 1989-1992: Pedro Oddone Rodrigues da Silva (PDT)
- 1993-1996: José Nestor de Oliveira Bernardes (PDT)
- 2001-2004: José Nestor de Oliveira Bernardes (PDT)
- 2005-2008: José Nestor de Oliveira Bernardes (PDT)
- 1997-2000: Wilson Capaverde (PTB)
- 2009-2012: Wilson Capaverde (PTB)
- 2013-2016: José Nestor de Oliveira Bernardes (PMDB)
- 2017-2020: José Alfredo Machado (PP)

## Vice-Prefeitos
- 1989-1992: José Loury da Silva (PDT)
- 1993-1996: Pedro Ferraz Exenberger (PMDB)
- 1997-2000: José Loury da Silva (PTB)
- 2001-2004: Valdir Maria Flores (PP)
- 2005-2008: Maria Cristina Vieira Bittencourt (PMDB)
- 2009-2012: Rui Cesar Colling (PTB)
- 2013-2016: Ivo José Hanauer (PDT)
- 2017: Luís Fernando Kroeff (PP - Renunciou em julho de 2017)

## Filhos ilustres
Os principais personagens históricos são: Coronel Orestes Lucas, Coronel Paulino Teixeira, Celi Machado, Padre Ernesto Zanatta, Padre Domingos Grecca, Padre João Inácio de Mello, Vereador Eurico Mello.